# قلعة لوفيستين
قلعة لوفيستين (بالإنجليزية: Loevestein)‏ هي قلعة تعود للقرون الوسطى في هولندا، بناها الفارس ديرك لوف فان هورن بين 1357 و1397.
في الحرب العالمية الثانية كانت قلعة لوفيستين جزء من خط المياه هولانديك، وهو خط دفاع هولندي رئيسي أسند إليه مهمة الحماية من الفيضانات، في الوقت الحالي فالقعلة تستخدم كمتحف للعصور الوسطى .

## التاريخ

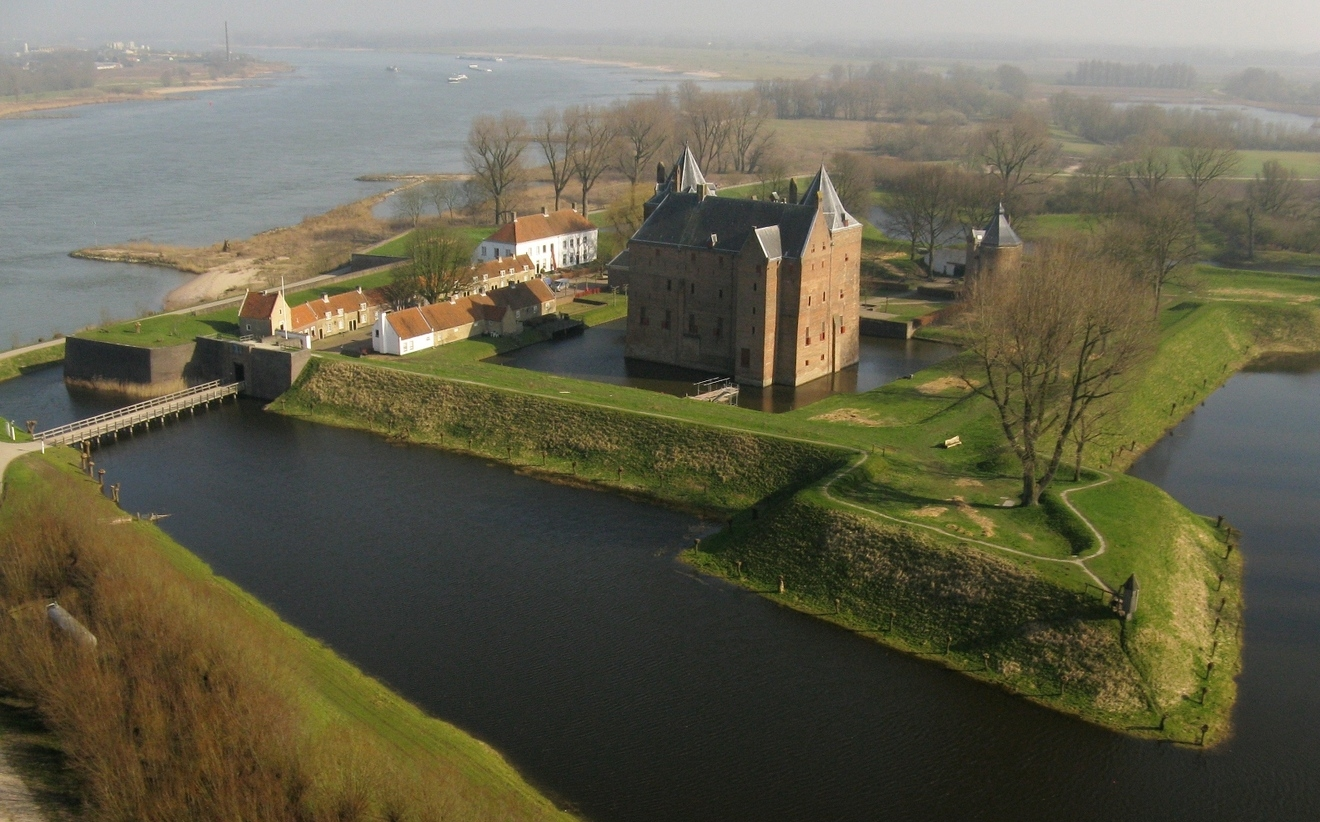
منظر جوي للقلعة لوفيستين..

تم بناء القلعة في موقع استراتيجي في وسط هولندا، حيث يوجد نهر الميز ونهر وال معاً (حالياً غرب القرى بوديرويجين وبراكيل، في بلدية زالتبومل، في خيلدرلند). في البداية كان المبنى من الطوب المربع البسيط يستخدم لتوجيه السفن التجارية باستخدام الأنهار. وفي القرن 16 (حوالي 1575 الأوامر المعطاة من قبل وليام الصامت) تم توسعة القلعة وإحاطتها بتحصينات ترابية مع اثنين من المعاقل الحجرية على الجانب الشمالي، واثنين من الخنادق، وترسانة، وسكن للقائد والجنود.
وفي عام 1619، أصبحت القلعة سجن للسجناء السياسيين وكان السجين الشهير المحامي البارز والشاعر والسياسي هوغو غروتيوس المعروف بأنه "أب القانون الدولي المعاصر"، يقضي مدة سجنه في القلعة، فقد حُكم على هوجو بالسجن المؤبد وكان هذا قراراً مثيراً للجدل . وفي 1621 تمكن هوغو غروتيوس من الهروب من السجن بسبب فكرة زوجته ماريا ريجيرسبيرج . وأصبح دي غروت في وقت لاحق السفير السويدي إلى فرنسا لمدة 10 سنوات. وكان أخر نزيل لسجن القلعة ذو مكانة عالية هو جورج آيسكو نائب الأدميرال الإنجليزي.

## في الأدب
تم سجن كورنيليوس فان بيرل في قلعة لوفيستين، وكورنيليوس هو الشخصية الرئيسية في كتاب ألكسندر دوما الأب، «الزنبقة السوداء»